# Per Dunsö
Per Anders Dunsö, född 23 juni 1949 i Ronneby, är en svensk skådespelare, musiker och tonsättare.

## Biografi
Dunsö växte upp i Ronneby och flyttade i början av 1960-talet med familjen till Malmö. Under gymnasieåren arbetade han som biljettvaktmästare på Malmö stadsteater. För pengarna han tjänade på teatern köpte han sin första gitarr. På stadsteatern kom han också i kontakt med regissören Ronny Danielsson och fick chansen att komponera musik till ett antal barnteaterföreställningar. Han fick även medverka som skådespelare i kabarén Plutbröst 1976; i samma föreställning medverkade även Ingalill Persson (medlem i visgruppen Mixed media) som han senare gifte sig med. Samarbetet med Ronny Danielsson fortsatte med barnradioprogram, bland annat serien Doktor Kling och syster Violina.
1974 gav han ut den egna soloskivan Dit vingarna bär.

### Samarbetet med Ola Ström
Dunsö läste musikvetenskap i Lund 1971–1972 och där lärde han känna musikern Ola Ström. Samarbetet mellan Dunsö och Ström började 1975 med radioserien Professor Djurström. Under 1980-talet kom de båda att svara för en mängd barnprogram i TV, bland annat Drömplanket, Dörren, Toffelhjältarna, Solstollarna och Cozmoz.

### Dunsö kapell
På 1990-talet återvände Dunsö till Blekinge och började samarbeta med länsmusiken Musik i Blekinge i Karlskrona. Han bildade gruppen Dunsö kapell, som är länsmusikens ensemble för barn- och ungdomsproduktioner och har med dem gjort en lång rad föreställningar för barn i olika åldrar.

## Priser och utmärkelser
- 2008 – Alice Tegnér-musikpriset för sitt arbete med musik för barn
- 2012 – SKAP-stipendiet